# Andrew File System
Andrew File System (сокр. — AFS) — распределённая сетевая файловая система на основе набора защищённых серверов (trusted server); предоставляет всем клиентским рабочим станциям однородное территориально-независимое (location-transparent) пространство имён файлов. Система разработана в Университете Карнеги-Меллона (CMU) в рамках проекта распределённых вычислений Andrew Project и названа в честь основателей учебных учреждений, объединившихся, впоследствии в университет — Эндрю Карнеги и Эндрю Меллона. Первоначально, в процессе разработки для обозначения продукта использовалось название «Vice», — Для снижения сетевой нагрузки и повышения производительности содержит локальный кэш (local cache), предназначается для использования преимущественно в распределённых вычислениях.

## Возможности
AFS обладает некоторыми преимуществами перед традиционными сетевыми файловыми системами, в частности в сфере безопасности и масштабируемости.
Одна из крупных инсталляций AFS, развёрнутая в банке Morgan Stanley превышает 25000 клиентских рабочих мест. AFS использует протокол Kerberos для целей аутентификации и реализует механизм списков управления доступом к каталогам для пользователей и их групп. Каждый клиент реализует на своей стороне локальный файловый кэш, что ускоряет доступ к файлам, над которыми совместно идёт работа и сохраняет частичный доступ к файловой системе в случае аварий при работе компьютерной сети.

## Реализации
Существуют три основные реализации — коммерческая Transarc (IBM), OpenAFS (выпущена в open source по инициативе IBM после поглощения Transarc и Arla. Поддержка версии от Transarc software прекращена. На коде AFS так же основана файловая система Coda.
Четвёртая реализация присутствует в ядре Linux по крайней мере начиная с версии 2.6.10. Представленная Red Hat, она являлась достаточно примитивной и неполной и не была доведена до окончательного состояния по крайней мере на январь 2013 года.